# ستيفن ميلور
ستيفن ميلور (بالإنجليزية: Steven Mellor) هو سباح بريطاني، ولد في 11 مارس 1973.

## روابط خارجية
- ستيفن ميلور على موقع الاتحاد الدولي للسباحة (الإنجليزية)
- ستيفن ميلور على موقع أوليمبيديا (الإنجليزية)
- ستيفن ميلور على موقع اتحاد ألعاب الكومنولث (مؤرشف) (الإنجليزية)